# Jochanan
Jochanan (hebräisch יֹוחָנָן) ist ein männlicher Vorname.

## Herkunft und Bedeutung
Der hebräische Name יֹוחָנָן jôḥānān bzw. יְהוֹחָנָן jəhôḥānān ist ein Satzname, der zugleich als Dankname zu verstehen ist. Das Subjekt bildet das theophore Element יֹו jô bzw. יְהוֹ jəhô, das eine Kurzform des jüdisch-christlichen Gottesnamens יהוה jhwh darstellt, das Prädikat leitet sich von der Wurzel חנן ḥnn „gnädig sein“, „sich jemandes erbarmen“ ab. Der Name bedeutet daher „der Herr ist gnädig“ oder „Der Herr erbarmt sich.“

## Verbreitung
Bereits im Alten Testament tragen 14 verschiedene Männer diesen Namen. Inschriftlich lässt er sich jedoch vor dem babylonischen Exil nicht belegen. Bekannt ist nach dem Wiederaufbau des Jerusalemer Tempels ein Jochanan als fünfter Hohepriester zur Zeit von Dareios II. und Artaxerxes II. um etwa 410–370 v. Chr., der auch in den Elephantine-Papyri erwähnt wird.
Ab der neutestamentlichen Zeit ist der Name breit belegt als einer der am häufigsten vergebenen christlichen Taufnamen in verschiedenen Formen. Im deutschen Sprachraum bekannt ist neben Johannes auch Johann, Jan, Hannes und Hans (im englischen ist John, im französischen Jean häufig).

## Varianten
In der Septuaginta wird der Name mit Ιωαναν Iōanan bzw. Ιωναν Iōnan, im Neuen Testament mit Ιωαννης Iōannēs wiedergegeben. Deutsche Bibelübersetzungen schreiben Johanan bzw. Johannes.
Neben יֹוחָנָן jôḥānān und יְהוֹחָנָן jəhôḥānān existiert im Hebräischen auch die Namensvariante חֲנַנְיָה ḥananjāh bzw. חֲנַנְיָהוּ ḥananjāhū mit vertauschter Reihenfolge von Subjekt und Prädikat. In der Septuaginta wird der Name zu Ανανιας Ananias. Deutsche Bibelübersetzungen geben den Namen alttestamentlich mit Hananja, neutestamentlich mit Hananias wieder.
Mit dem Namen verwandt, jedoch keine direkte Variante sind die Namen sind אֶלְחָנָן ʾælḥānān, zu Deutsch Elhanan, und חַנִּיאֵל ḥannîʾēl, zu Deutsch Hanniel, die als theophores Element die allgemeine Bezeichnung אֵל ʾēl „Gott“ anstelle des Gottesnamens nutzen, sowie חָנָן ḥānān, zu Deutsch Hanan, bei dem das theophore Element ausgefallen ist.
Weibliche Entsprechungen des Namens sind יֹוחָנָה jôḥānāh, zu Deutsch Johanna, und der nach Noth in Elephantine belegte Frauenname יוחן jwḥn/jehôḥan. Eine weibliche Kurzform mit ausgefallenem theophoren Element ist חָנָה ḥānāh, zu Deutsch Hanna.
Für weitere Varianten: siehe Johannes bzw. Johanna

## Namensträger

### Altes Testament und Apokryphen

#### Jochanan
- Jochanan, Sohn des Kareach, Heerführer zur Zeit der Zerstörung Jerusalems (2 Kön 25,23 EU u. ö.)
- Jochanan, Sohn des Josia (1 Chr 3,15 EU)
- Jochanan, Sohn des Eljoenai (1 Chr 3,24 EU)
- Jochanan, Sohn des Asarja, Vater des Asarja (1 Chr 5,35 f EU)
- Jochanan, ein Mitkämpfer Davids in Ziklag (1 Chr 12,5.13 EU)
- Jochanan, Sohn des Katan (Esr 8,12 EU)
- Jochanan, Sohn des Eljaschib (Neh 12,22 EU u. ö.)
- Johannes Hyrkanos I., Hoherpriester (1 Makk 16,1 EU u. ö.)

#### Jehochanan
- Jochanan, Sohn des Bebai (Esr 10,28 EU)
- Jochanan, Sohn des Tobija (Neh 6,18 EU)
- Jochanan, Priester und Haupt einer Familie (Neh 12,13.42 EU)
- Jochanan, Sohn des Meschelemja (1 Chr 26,3 EU)
- Jochanan, „der Anführer“, Heerführer unter Joschafat (2 Chr 17,15 EU)
- Jochanan, Vater des Jismael (2 Chr 23,1 EU)
- Jochanan, Vater des Asarja (2 Chr 28,12 EU)

### Antike
- Jochanan ben Levi (um 70), Anführer des jüdischen Aufstands, Zelot, siehe Johann von Gischala
- Jochanan ben Sakkai (um 30-um 90), wichtigster jüdischer Gelehrter nach der Zerstörung des Tempels, Tannait der 1. Generation
- Jochanan ben Bag Bag (1. Jh.), Tannait
- Jochanan ben Nuri (um 100), Tannait der 2. Generation
- Jochanan ben Beroka, Tannait der 2. Generation
- Jochanan ha-Sandelar, Tannait der 3. Generation
- Jochanan bar Nappacha, palästinischer Amoräer der 2. Generation

### Vorname (seit 500)
- Jochanan Bloch (1919–1979), jüdischer Religionswissenschaftler
- Jochanan Trilse-Finkelstein (1932–2017; als Christoph Trilse; Tarnname im Exil Krzystof Trilczé bzw. Christoph Trilse), Philosoph, Literatur- und Theaterwissenschaftler, Schriftsteller und Publizist
- Yochanan Vollach (* 1945), ehemaliger israelischer Fußballspieler
- Yochanan Afek (* 1952), israelischer Schachkomponist, -spieler, -journalist, -organisator und -trainer